# ماخطاوات متوردة
الماخطاوات المتوردة (الاسم العلمي: Rubicundinae) هي أسرة من اللافكيات تتبع الفصيلة الأسماك المخاطية من رتبة ماخطات الشكل.

## أجناس
- الماخطة المتوردة